# Heinrich Hoerle

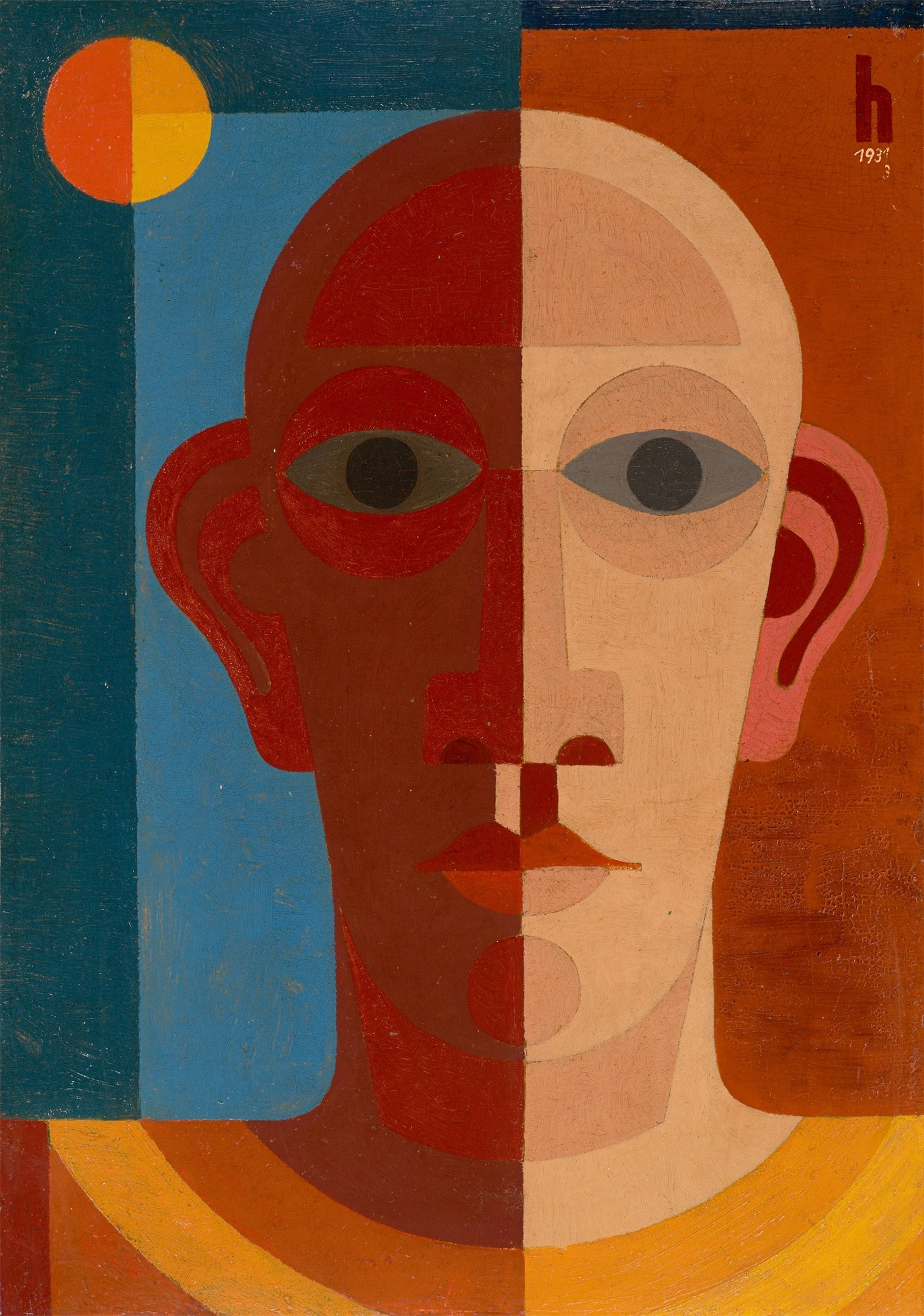
Selbstporträt (1931)

Heinrich Hoerle (* 1. September 1895 in Köln; † 3. Juli 1936 ebenda) war ein deutscher Maler. Er hatte seine Anfänge im Rheinischen Expressionismus und war nach dem Ersten Weltkrieg Teil der Kölner Dada-Gruppe um Johannes Baargeld und Max Ernst. Mit seiner Frau, der Malerin Angelika Hoerle, löste er sich von Max Ernsts internationaler Dada-Tendenz und schloss sich Anton Räderscheidts Gruppe stupid an. Ab Mitte der 1920er Jahre gehörten er und sein Freund Franz Wilhelm Seiwert zum Kern der revolutionären Gruppe progressiver Künstler. Es gibt puristisch strenge konstruktivistische Bilder von Hoerle, andere stehen in der Tradition der pittura metafisica von Giorgio de Chirico (ab 1919) und des Surrealismus. 1931/1932 erfolgte der Übergang zur Wachsmalerei, die den Höhe- und Endpunkt in seinem Werk bildet.

## Leben und Wirken

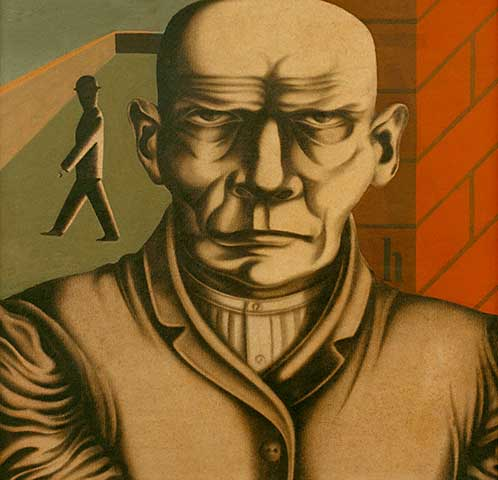
Der Arbeiter, 1922/1923

Heinrich Hoerle war als Maler Autodidakt, er besuchte 1912 sporadisch die Kunstgewerbeschule in Köln. 1913 richtete er sein erstes Atelier, in der elterlichen Wohnung in Köln ein. Es erfolgte seine Teilnahme am Gereonsklub. 1913 wurde er Mitglied der Künstlergruppe „Lunisten“, der auch Max Ernst und Otto Freundlich angehörten. 1916–1918 war Hoerle Soldat, als Telefonist bei der Feldartillerie. Er veröffentlichte 1917 erste Arbeiten in Franz Pfemferts Zeitschrift Aktion und im Simplicissimus.
Am 25. Juni 1919 heiratete Heinrich Hoerle Angelika Fick. Deren Bruder Willy Fick war ebenfalls Maler. Hoerle lernte Franz Wilhelm Seiwert kennen, mit dem er bis kurz vor dessen Tod eng befreundet blieb, Hans Schmitz-Wiedenbrück und Ret Marut. Mit Alfred Grünwald arbeitete er im Februar und März 1920 an der Dada-Wochenzeitschrift Der Ventilator. An der Herbstausstellung der expressionistischen Gesellschaft der Künste im Kölnischen Kunstverein stellte Hoerle im dadaistischen Raum aus. Es ist nicht sicher, ob Hoerle an der „Ausstellung für das werktätige Volk“ im Kunstgewerbemuseum teilnahm (1919). Seine nach dem Krieg anklagende und expressionistische Krüppelmappe wurde im Lichthof des Kunstgewerbemuseums ausgestellt. Auf der Dada-Ausstellung im Brauhaus Winter (April 1920) waren die Hoerles nicht vertreten. Max Ernst sprach von einer Sezession von Dada Köln (also von Johannes Baargeld, Max Ernst und Hans Arp). Die Hoerles wollten eine politischere und auch weniger nach Frankreich ausgerichtete, auf regionale Maler konzentrierte Kunst. Sie schlossen sich Anton Räderscheidts Gruppe stupid an.
Hoerles erste streng konstruktivistische Phase begann 1920 und dauerte bis 1923, eine weitere von 1930 bis 1932.

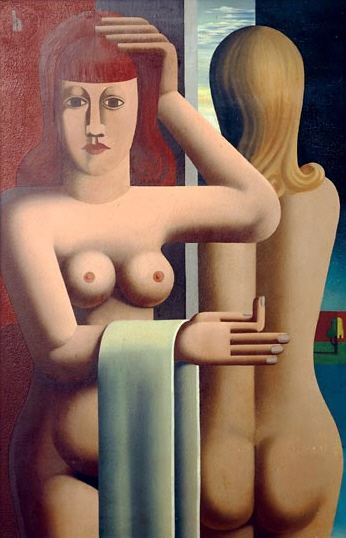
Zwei Frauen, 1930

Hoerle freundet sich mit Gerd Arntz und Gottfried Brockmann, die in Düsseldorf wohnten, an. Die Hoerles besuchten Seiwert in der Künstlerkolonie Simonskall im Kalltal in der Eifel. Sie blieben immer nur kurz, Hoerle war ein Stadtmensch. Hoerle lernte 1923 August Sander kennen, der viele seiner Bilder photographierte. Sander hat Hoerle auch bei der Arbeit photographiert.
Angelika Hoerle erkrankte an der Schwindsucht (1922) und starb im September 1923. Hoerles Vater und seine Schwester Marie starben ebenfalls an Tbc. Hoerle hatte sie als Kind überlebt, erlag aber am 3. Juli 1936 in seiner Wohnung in Köln-Buchforst im Alter von 40 Jahren der Kehlkopftuberkulose. Hoerle war seit 1933 mit der Schauspielerin Gertrud „Trude“ Alex verheiratet. Vorher hatte er 1924 in zweiter Ehe Martha Kleinertz geb. Pütz geheiratet.
Hoerle war ein erfolgreicher Künstler. 1926 besaßen das Kunstmuseum Düsseldorf, die Museen in Elberfeld und Hagen, das Wallraf-Richartz-Museum, Köln, das Kaiser-Wilhelm-Museum in Krefeld und die Kunsthalle Mannheim Bilder von Hoerle. Außerdem das Museum in Detroit und die Staatsakademie der Kunstwissenschaft in Moskau.
Hoerle hatte zusammen mit Seiwert, Freundlich und anderen die „Gruppe progressiver Künstler“ in Köln gegründet. Von 1924 an stellten sie in Kollektivausstellungen u. a. in Köln, Nürnberg, Berlin, Amsterdam, Paris und Chicago aus. 1929 erfolgte die Gründung der Zeitschrift „a bis z“, als Organ der Gruppe. Hoerle gab die ersten 21 Hefte heraus. Die Hefte 22 bis 30 die Gruppe Köln. 1930 war das erfolgreichste Jahr der Gruppe, mit Ausstellungen in Köln, Hannover, Nürnberg, Berlin, Düsseldorf, Amsterdam, Prag, Chicago und Paris. 1931 stellten sie in New York, Köln, Düsseldorf und Berlin aus. 1932 in Köln, Düsseldorf, Kopenhagen. Außerdem wurde eine große Gruppenausstellung im Kölnischen Kunstverein veranstaltet. 1933 wurde diese Kunst als „entartet“ diffamiert. Hoerle überwarf sich 1932 mit Seiwert.

## Werk
Aus sozialistischen Impulsen heraus wollte er eine Kunst für die Massen in den großen Städten. Die Formen sind von der Neuen Sachlichkeit, von den Konstruktivisten und von Leger geprägt, eine Verbindung von realistischen mit konstruktivistischen Elementen. Der Mensch dient ihm als Symbolgestalt. Er malte ihn als Krüppel, als mechanische Gliederpuppe ohne Gesicht, als Sklaven der Technik. Der Arbeiter wird zum wesenlosen Roboter. Die Maschine hat sein Menschsein verschlungen, seine Individualität vernichtet.
Mit dem Fortschritt der Zeit änderte sich die Einstellung Hoerles. Gegen Ende der 1920er Jahre entstanden unter dem Einfluss von Max Ernst, Giorgio de Chirico und Juan Gris malerisch lockere surreale Bilder. Hoerle gehörte in den 1920er und 1930er Jahren neben Franz Seiwert und Gerd Arntz und den jüngeren Gottfried Brockmann oder Otto Coenen (1907–1971) zu den figürlich-konstruktivistisch arbeitenden Künstlern des Rheinlandes.
1937 wurden in der Nazi-Aktion „Entartete Kunst“ eine Anzahl seiner Werke aus öffentlichen Sammlungen beschlagnahmt.